# Nancy Drew: Labyrinth of Lies
Labyrinth of Lies es la 31.ª entrega de la serie de juegos de aventuras point-and-click Nancy Drew de Her Interactive. El juego está disponible para jugar en las plataformas Microsoft Windows y Mac OS X. Tiene una clasificación ESRB de E10+ por momentos de violencia leve y peligro. Los jugadores asumen la perspectiva en primera persona de la detective aficionada ficticia Nancy Drew y deben resolver el misterio interrogando a los sospechosos, resolviendo acertijos y descubriendo pistas. Hay dos niveles de juego, el modo Amateur y el modo Maestro detective, cada uno ofrece un nivel diferente de dificultad de acertijos y pistas, sin embargo ninguno de estos cambios afecta la trama del juego. Este juego está basado vagamente en el libro The Greek Symbol Mystery.

## Trama
Melina Rosi, curadora del Centro Cultural Phidias en Grecia, contrata a Nancy Drew para ayudar con el evento más esperado del año del museo. Perséfone en invierno, una obra sobre el mito de Perséfone, se está representando en el anfiteatro para generar publicidad para la nueva exposición «La vida en la antigua Grecia». Sin embargo, los artefactos de la exposición están desapareciendo misteriosamente.

## Desarrollo

### Personajes
- Nancy Drew (Lani Minella) - Nancy es una detective aficionada de 18 años de la ciudad ficticia de River Heights en Estados Unidos. Ella es el único personaje jugable en el juego, lo que significa que el jugador debe resolver el misterio desde su perspectiva.
- Xenia Doukas (Julia Stockton) - interpretando el papel principal en la representación de Perséfone en invierno, Xenia es una talentosa actriz que también es la directora del programa. Ella se mantiene ocupada con su trabajo en la obra.
- Niobe Papadaki (Katherine Grant-Suttie) - Niobe desempeña el papel de Deméter, la madre de Perséfone, pero también es la artista de utilería y escena del espectáculo. Ella tiene un gran interés en los artefactos del museo y está haciendo referencia a las piezas para la utilería y el diseño del escenario. Aterrada de estar en el escenario, Niobe tiende a mantenerse aislada y se concentra en su trabajo.
- Thanos Ganas (Beau Prichard) - Hades, dios griego del inframundo, es grande e intimidante, muy parecido al actor que lo interpreta. Thanos se queda debajo del escenario, vigilando todos los componentes hidráulicos y asegurándose de que los decorados funcionen correctamente. No le gusta que nadie husmee debajo del escenario y es muy protector del decorado.
- Grigor Karakinos (Jeff Pierce) - en el papel de Hermes el Mensajero, Grigor también es el director de escena y técnico de la obra. Trabaja detrás del escenario con las luces, los ascensores y otros diversos elementos del escenario. Encantador y conversador, Grigor parece saber de todo el mundo y saber todo lo que está pasando. Quizás sea útil para obtener información interesante.
- Melina Rosi (Billie Wildrick) - la curadora del museo, Melina Rosi, ha llamado a Nancy para que ayude con la exhibición a tiempo para la gran inauguración y la próxima obra de teatro. El personal de su museo está abandonando misteriosamente sus funciones. Sin embargo, Melina no se deja intimidar y hará lo que sea necesario para descubrir la verdad. Nadie está más cerca de los artefactos que Melina.
- Frank Hardy (Jonah Von Spreekin) y Joe Hardy (Rob Jones) - regresan como contactos telefónicos y los Hardy Boys están disponibles para ayudar en el caso. Pueden proporcionar información vital sobre los mitos griegos y aportar información adicional sobre los actores y el museo.

## Lanzamiento
El juego se lanzó el 14 de octubre de 2014, aunque los pedidos anticipados comenzaron el 9 de septiembre de 2014.